# Özlem Conker

Özlem Conker

Özlem Conker (* 12. Mai 1973 in Ankara) ist eine türkische Schauspielerin.

## Leben und Karriere
Conker wurde am 12. Mai 1973 in Ankara geboren. Sie absolvierte ihre Ausbildung am Training Center for Special Education Care in den Niederlanden.  Ihr Debüt gab sie 1996 in der Fernsehserie Bizim Ev. Bekanntheit erlangte sie für ihre Rolle in Vasiyet bekannt.
Von 2009 bis 2011 spielte Conker in der Fernsehserie Besondere Bahar Dalları die Hauptrolle. Zwischen 2017 und 2021 wurde sie für die Serie Payitaht Abdülhamid gecastet. Weitere Auftritte hatte sie in Çapkın und Sensiz Olmuyor. Seit 2024 ist Conker in der Serie Kara Ağaç Destanı zu sehen.

## Filmografie (Auswahl)
Serien
- 1996: Bizim Ev
- 2000: Mert Ali
- 2001: Aynalı Tahir
- 2002: Vasiyet
- 2002: Derya & Deniz
- 2005: Sensiz olmuyor
- 2006: Rüyalarda Buluşuruz
- 2007: Eksik Etek
- 2009–2010: Bahar Dalları
- 2011: Aşk ve Ceza
- 2011: Canan
- 2013–2016: Karagül
- 2017–2021: Payitaht Abdülhamid
- seit 2024: Kara Ağaç Destanı